# Contea di Chesterfield (Carolina del Sud)
La contea di Chesterfield (in inglese Chesterfield County) è una contea dello Stato della Carolina del Sud, negli Stati Uniti. La popolazione al censimento del 2000 era di 42 768 abitanti. Il capoluogo di contea è Chesterfield.

## Geografia
La contea si trova nel nord dello Stato, al confine con la Carolina del Nord. Il confine est è costituito dal fiume Great Pee Dee e quello ovest dal fiume Lynches.

### Contee confinanti
- Contea di Anson (Carolina del Nord) - nord
- Contea di Richmond (Carolina del Nord) - nord-est
- Contea di Marlboro - est
- Contea di Darlington - sud-est
- Contea di Kershaw - sud-ovest
- Contea di Lancaster - ovest
- Contea di Union (Carolina del Nord) - nord-ovest

## Storia
L'area era abitata dai nativi Catawba. La contea fu istituita nel 1798 e fu chiamata così in onore di Philip Stanhope, IV conte di Chesterfield.

## Comuni

### Towns
- Cheraw
- Chesterfield (capoluogo)
- Jefferson
- McBee
- Mount Croghan
- Pageland
- Patrick
- Ruby